# Градсько (Північна Македонія)
Гра́дсько (мак. Градско) — село у Північній Македонії, адміністративний центр общини Градсько Вардарського регіону.
Населення — 2119 осіб (перепис 2002) в 691 господарстві.